# Eduard Mörike

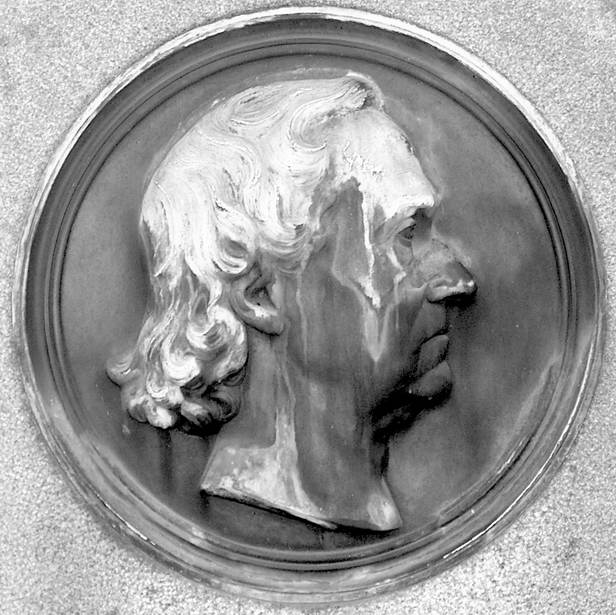
Porträtt på Mörikes grav.

Eduard Friedrich Mörike, född 8 september 1804 i Ludwigsburg, död 4 juni 1875 i Stuttgart, var en tysk präst, poet och prosaförfattare som skrev i romantisk stil.

## Biografi
Mörike studerade teologi vid universitetet i Tübingen och arbetade som luthersk kyrkoherde i Cleversulzbach, dock utan större övertygelse. Han pensionerades redan 1843 efter att under lång tid ha försummat sina plikter i tjänsten.
Mörike förde ett tillbakadraget liv under små omständigheter. 1832 debuterade han med Maler Nolten, en romantisk utvecklingsroman med Goethes Wilhelm Meister som förebild. Den omarbetades senare av författaren och utgavs postumt 1877. Bland hans smärre berättelser märks Mozart auf der Reise nach Prag (1856; första svenska översättning 1919), tillägnad hans älsklingsmusiker med vilken han kände frändskap. Mörike blev dock främst känd som lyriker. I sina Gedichte (1838) anslöt han sig till Goethe och folkvisorna. Dikterna är omedelbara, klara och melodiska, romantiska i sin stämningsrikedom och innerliga naturkänsla, därutöver formade med klassisk smak och behärskning, särskilt känd blev hans Auf eine Lampe, som i sin stil påminner om John Keats.
Gedichte tonsattes 1888 av Hugo Wolf. Dikter ur samlingen har annars tonsatts av kompositörer som Johannes Brahms och Robert Schumann.
Mörike skildrar med förkärlek naturen, en natur som framstår som magisk, mystisk och besjälad. Också det undermedvetna är ett centralt motiv, där uppehåller sig Mörike särskilt vid själsliga sjukdomstillstånd. I den senare diktningen får lekfullhet och humor större spelrum än tidigare.
Mörike var även en driven prosaförfattare som behärskade flera former, från den lokalt förankrade folksagan till kriminalberättelsen.
Mörikes klassiska skolning visade sig annars i hexameteridyller som Idylle vom Bodensee (1846). Mörikes arbeten utgavs bland annat av H. Mayne (3 band, 1909), som även författade en biografi över Mörike.
Några av Mörikes verk vid sidan av lyriken:
- Maler Nolten, roman (1832)
- Der Schatz (1835)
- Die Regenbrüder (libretto till en opera av Ignaz Lachner, 1839)
- Classische Blumenlese (samling av översättningar av grekisk och romersk poesi, 1840)
- Idylle vom Bodensee, oder Fischer Martin und die Glockendiebe (1846/1856)
- Das Stuttgarter Hutzelmännlein (1855)
- Mozart auf der Reise nach Prag, roman (1856)
- Die Historie von der schönen Lau
- Septembermorgen

Hans Gesammelte Schriften (Samlade skrifter) omfattar fyra volymer.

## På svenska
- Mozart på resa till Prag (översättning Gösta Gideon Molin, Svenska andelsförlaget, 1919) (Mozart auf der Reise nach Prag)
- Mozart på resa till Prag och andra berättelser (inledning och översättning av Karl-Gunnar Wall, Tiden, 1955)

Ett urval av Mörikes dikter översattes av Elof Hellquist, C.V.A. Strandberg och Anders Österling och ingick i Världslitteraturen (1928).
"Dikter i J. Edfelt, Nya tolkningar, 1945, och i All världens lyrik, 1943." (Litteraturhandboken, 1983)

## Utmärkelser
Asteroiden 9204 Mörike är uppkallad efter honom.